# Cardiodectes spiralis
Cardiodectes spiralis is een eenoogkreeftjessoort uit de familie van de Pennellidae. De wetenschappelijke naam van de soort is voor het eerst geldig gepubliceerd in 1981 door Bellwood.